# Terrasson-Lavilledieu
Terrasson-Lavilledieu is een gemeente in het Franse departement Dordogne (regio Nouvelle-Aquitaine). De gemeente telde 6.262 inwoners op 1 januari 2022. De plaats maakt deel uit van het arrondissement Sarlat-la-Canéda.
De gemeente is in 1963 ontstaan door de fusie van de gemeenten Terrasson en Lavilledieu.

## Geschiedenis
De dorpen Gaubert, La Boissière, Teyssenat en Lavilledieu gaan terug tot de Gallo-Romeinse periode. Terrasson, op de zuidelijke oever van de Vézère, is pas ontstaan in de vroege middeleeuwen. Op de plaats van de hermitage van de heilige Sorus (Sour) ontstond in de 6e eeuw een klooster. De nederzetting bij het klooster kreeg pas betekenis vanaf de 12e eeuw. Toen werd een brug over de Vézère gebouwd en Terrasson groeide uit tot een handelsplaats. De stad werd getroffen door oorlogsgeweld tijdens de Honderdjarige Oorlog waarbij de romaanse kloosterkerk verloren ging. In de 15e eeuw werd begonnen met de bouw van een nieuwe kerk. In de 16e eeuw kreeg Terrasson een markt en een rechtbank. 
Tot 1833 was de Vieux-Pont de enige wegverbinding over de Vézère. Toen werd 200 meter verder de Pont neuf gebouwd. In de jaren 1860 opende het spoorwegstation. In de 20e eeuw kwam de industrialisatie op gang met steenkoolmijnen en glasfabrieken. De bevolking groeide hierdoor sterk. In 1978 kwam er een derde brug (Pont de l'Europe) om doorgaand verkeer uit het stadscentrum te weren. Vanaf het einde van de 20e eeuw werd het stadscentrum opgeknapt. 

## Geografie
De oppervlakte van Terrasson-Lavilledieu bedroeg op 1 januari 2022 39,34 vierkante kilometer; de bevolkingsdichtheid was toen 159,2 inwoners per km².
Terrasson ligt in een bocht van de Vézère. Door de gemeente stromen ook de Brasset (een arm van de Vézère), de Ribeyrol en de Ru du Coly.
De onderstaande kaart toont de ligging van Terrasson-Lavilledieu met de belangrijkste infrastructuur en aangrenzende gemeenten.

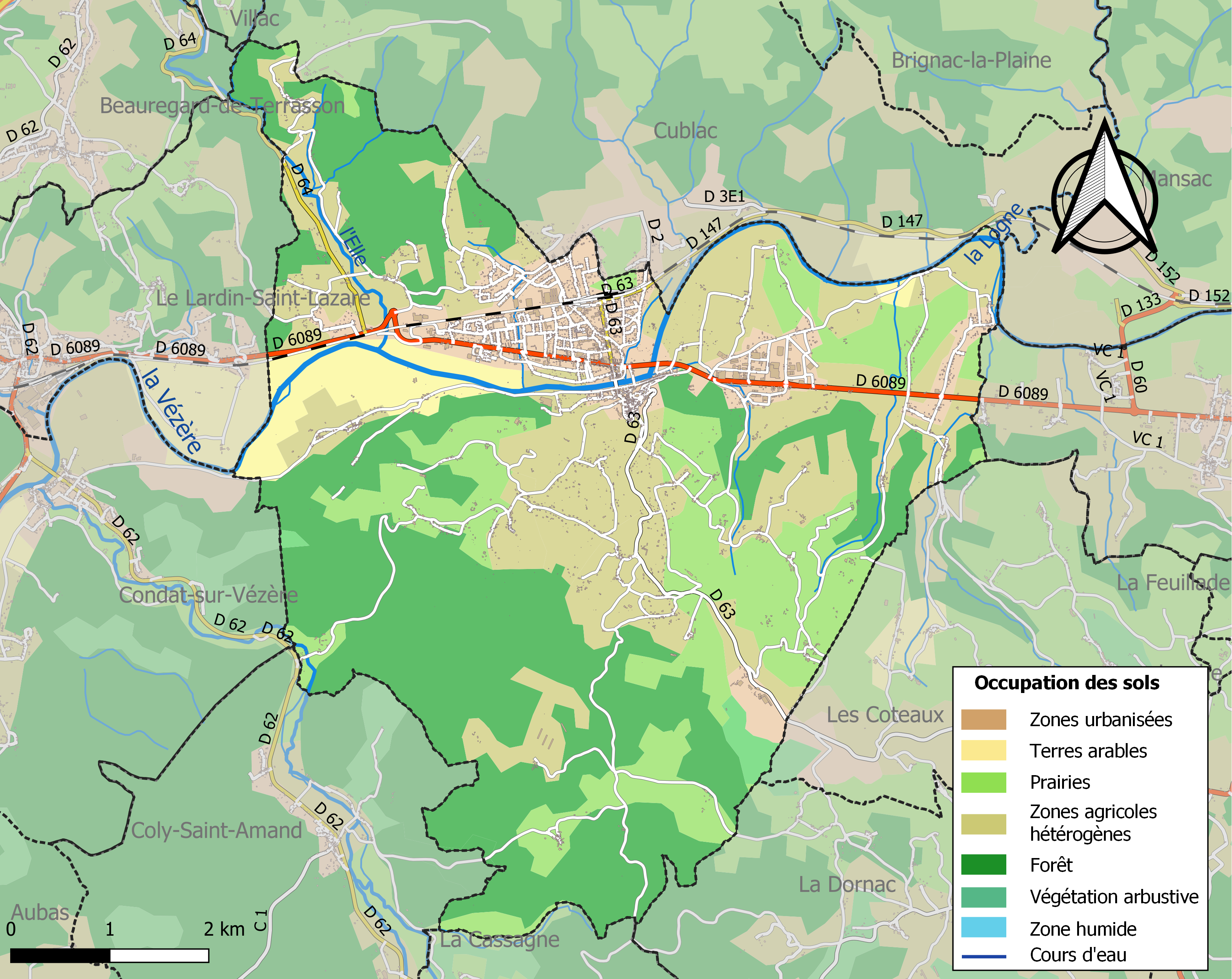

## Demografie
Onderstaande figuur toont het verloop van het inwonertal (bron: INSEE-tellingen).

## Bezienswaardigheden
De kerk Saint-Sour (15e - 16e eeuw) is een voormalige kloosterkerk. De ruïnes van het klooster werden in 1906 gesloopt.
De stad heeft verschillende fonteinen en twee parken:
- Jardin de l'Île-de-la-Vergne op de noordelijke oever, tussen de Vézère en de Brasset.
- Jardins de l'Imaginaire op de zuidelijke oever, ontworpen door Kathryn Gustafson en geopend in 1996. Dit park van 6 hectare is beschermd als Patrimoine du XXe siècle en telt 2000 rozenstruiken, 8000 bomen en struiken, 150 plantensoorten, groene tunnels en fonteinen.[4]

### Afbeeldingen

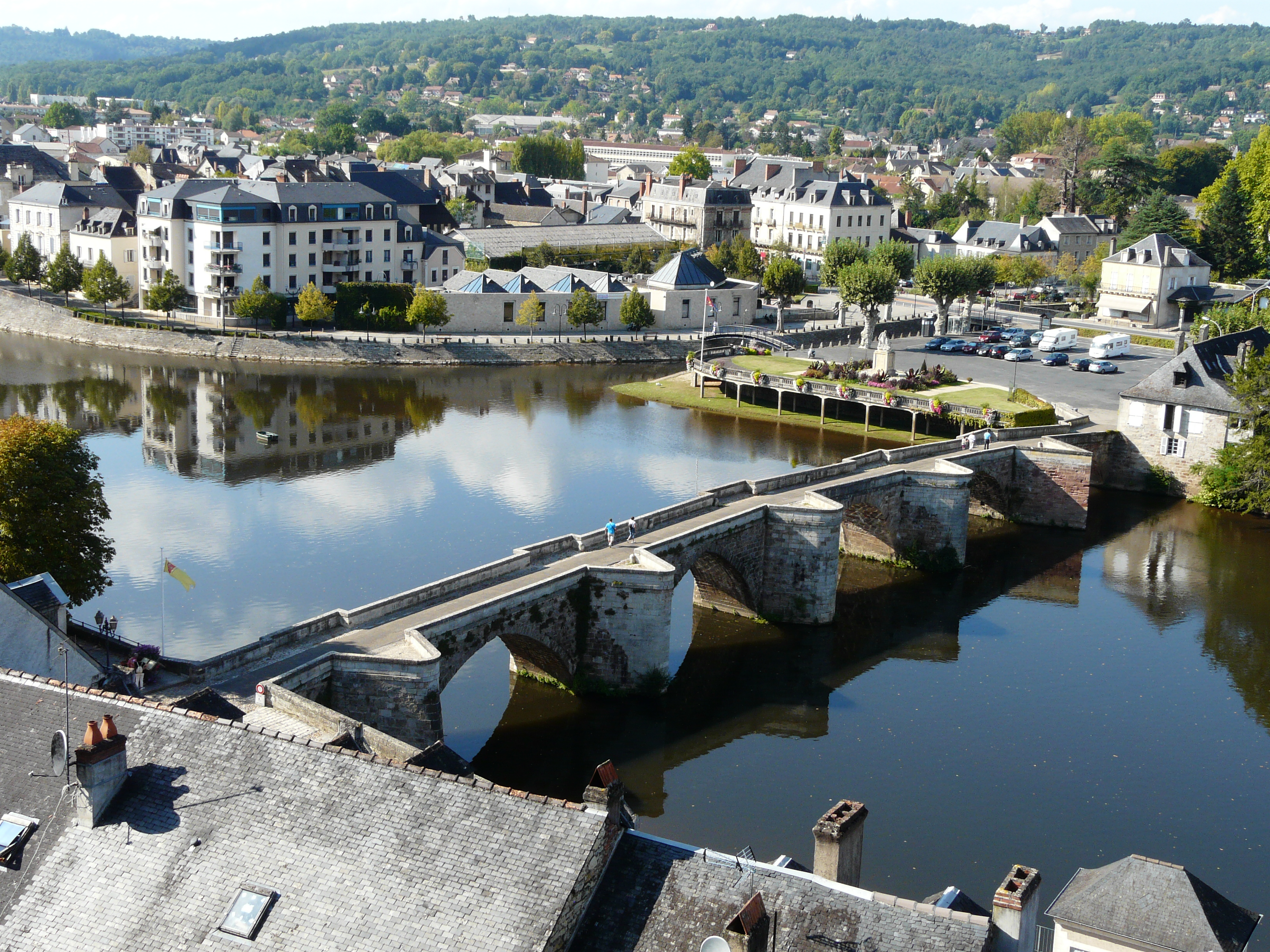
Oude brug over de Vézère
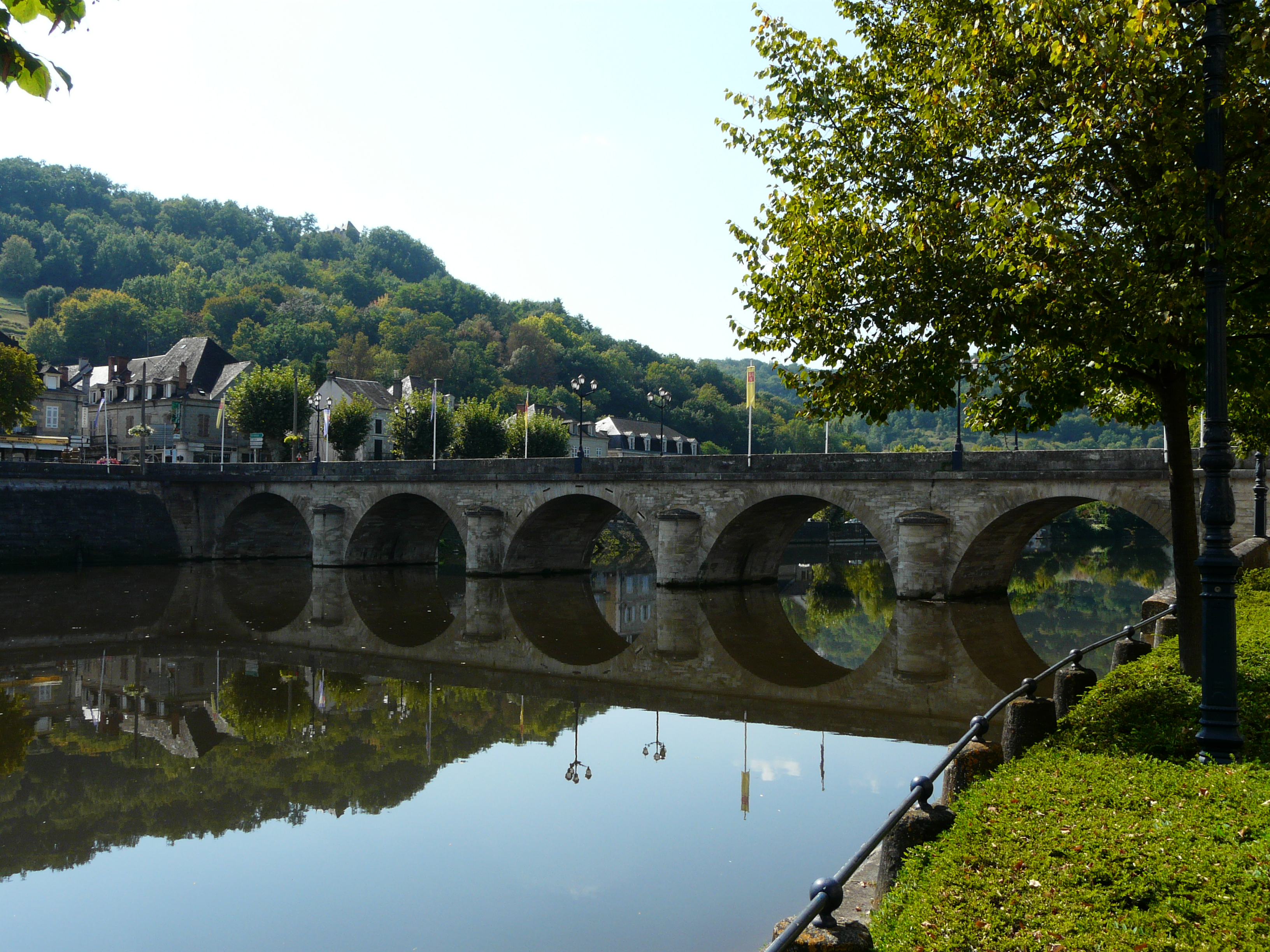
Nieuwe brug
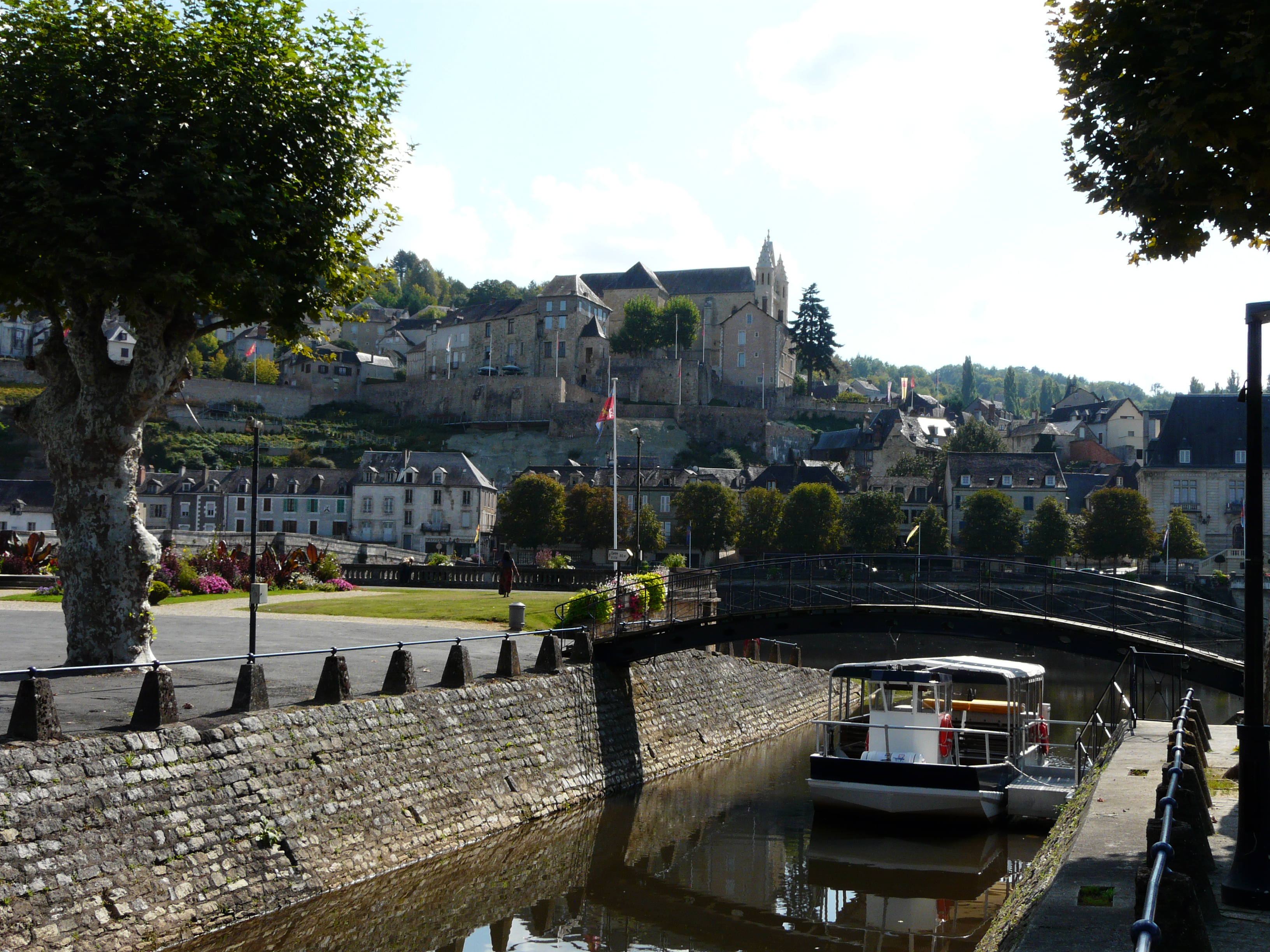
Uitmonding van de Brasset in de Vézère
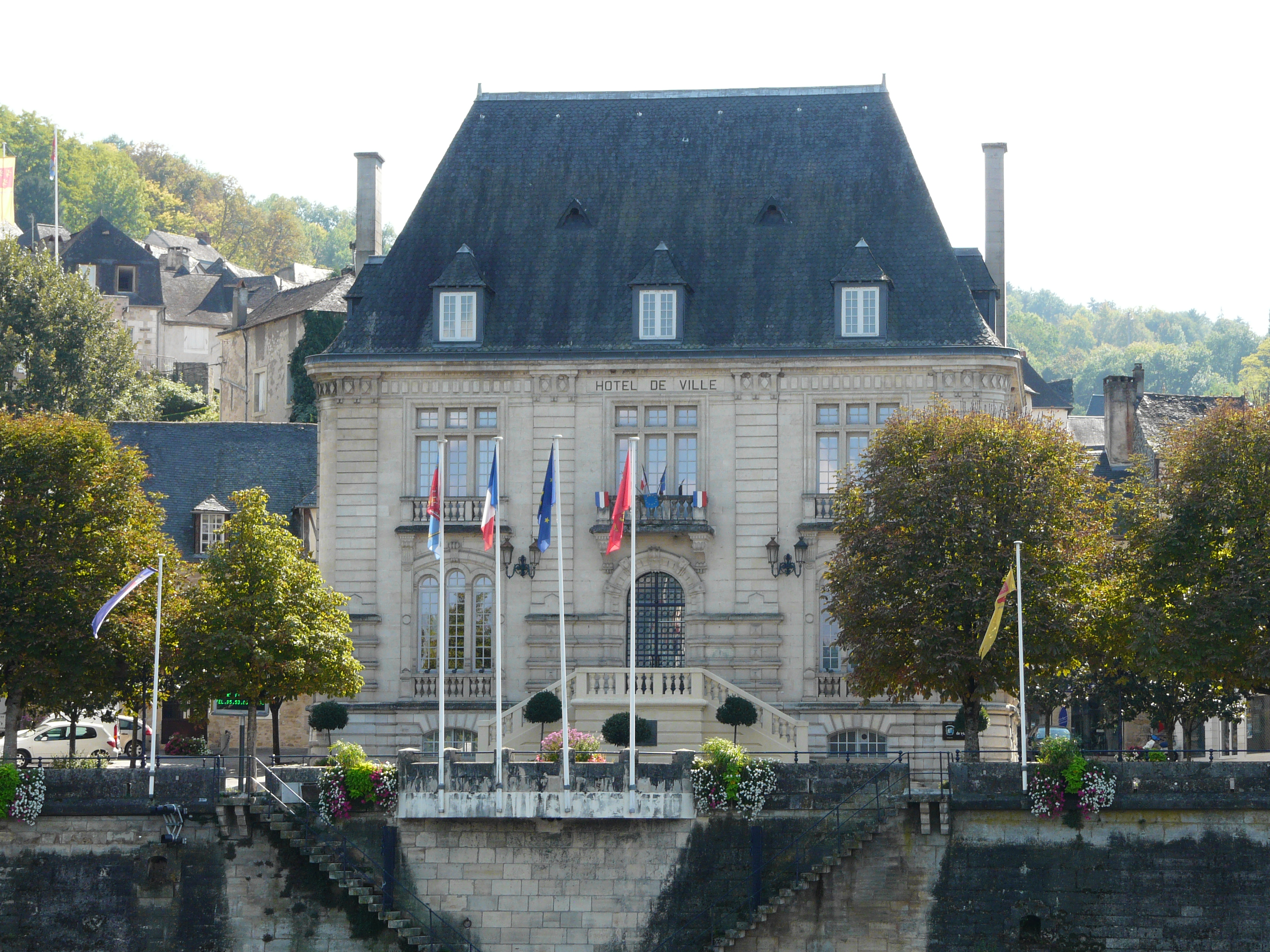
Gemeentehuis
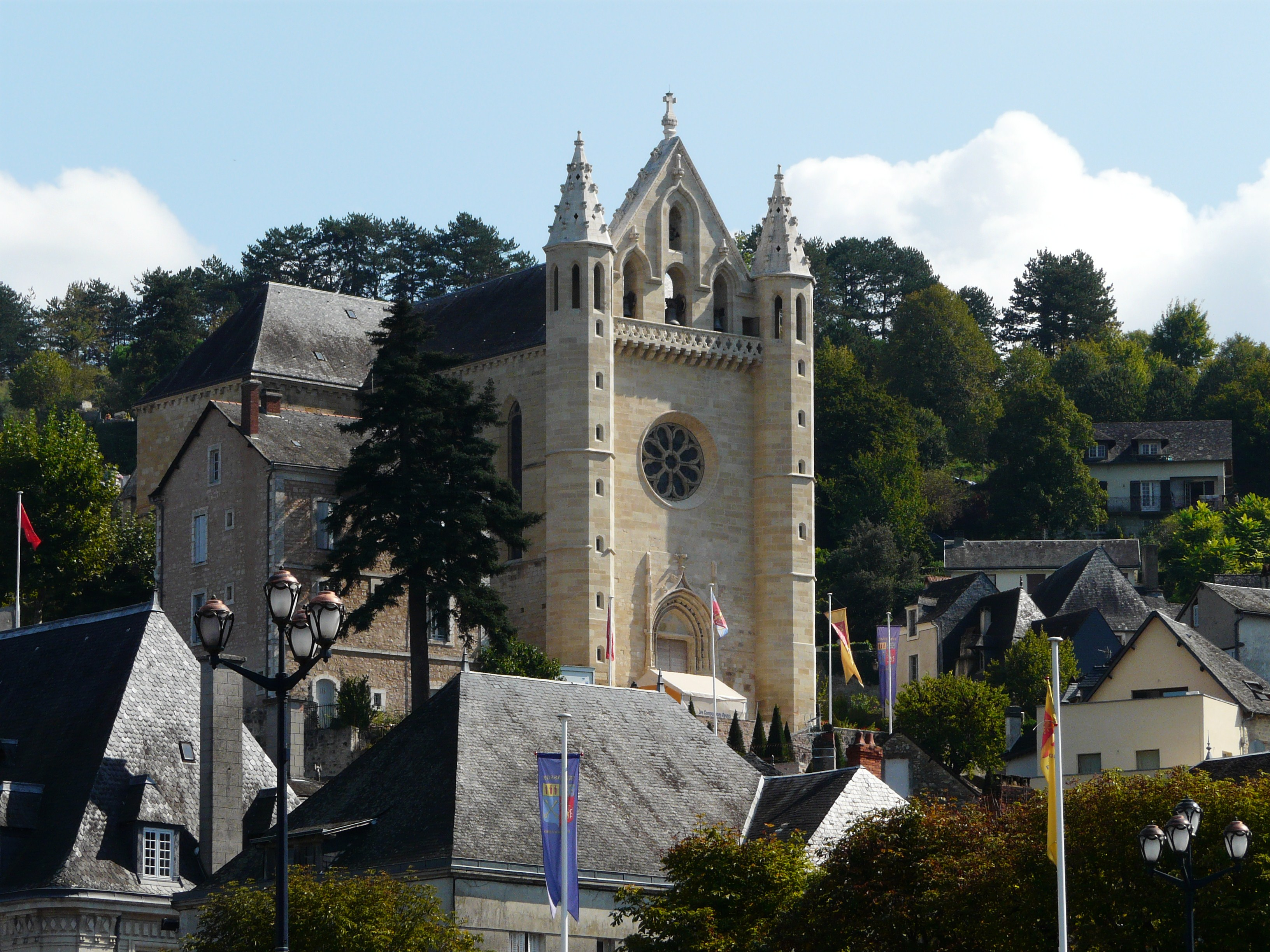
Église Saint-Sour

## Verkeer

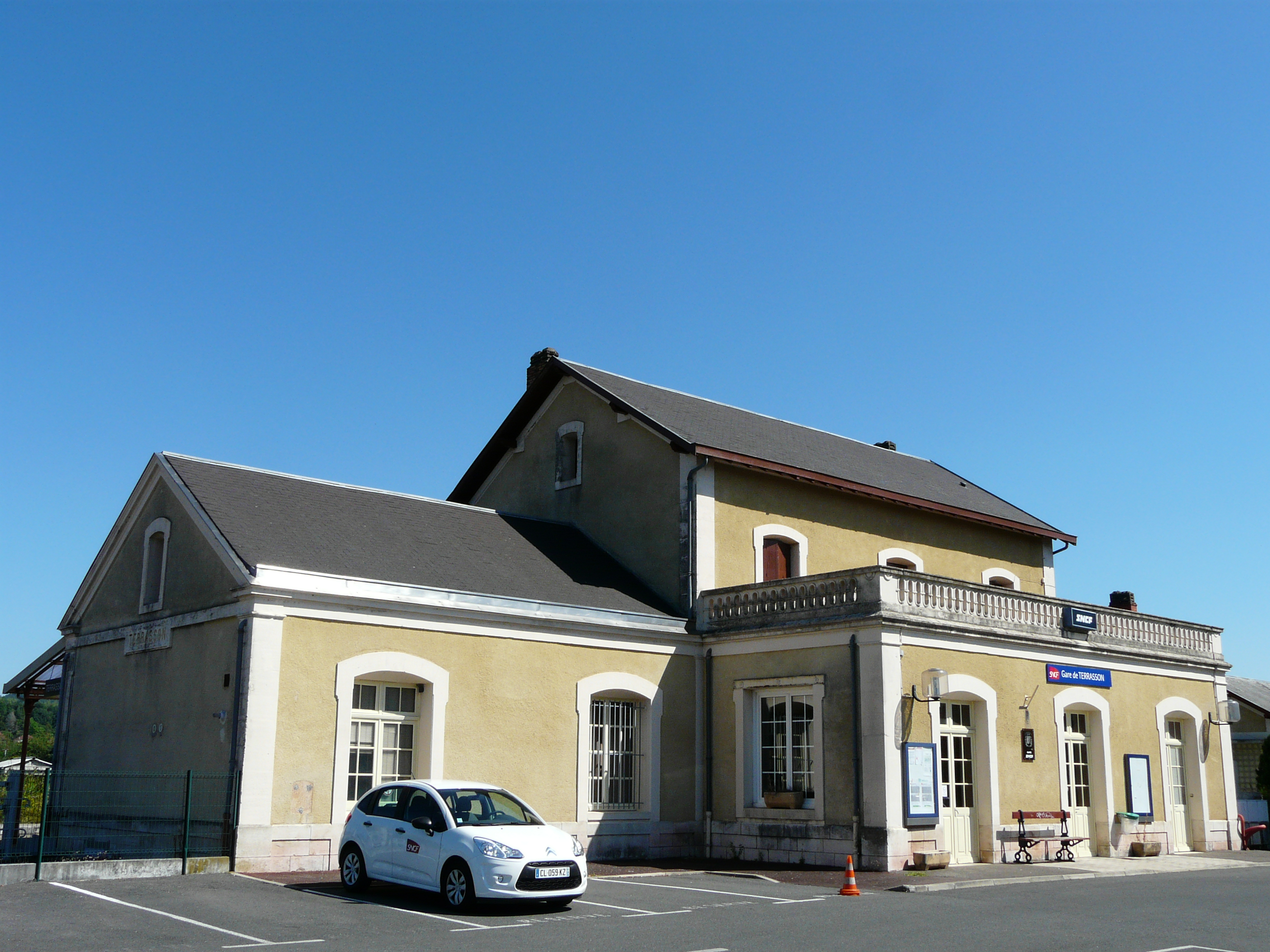
Station

In de gemeente ligt het spoorwegstation Terrasson-Lavilledieu

## Stedenbanden
De gemeente heeft stedenbanden met:
- Bierstadt (Duitsland) sinds 1991
- Bodegraven (Nederland) sinds 1992
- Theux (België) sinds 1994

## Geboren
- Gabriel Bouquier (1739-1810), dichter en politicus